# Государственная морская администрация Азербайджана
Государственная морская администрация Азербайджана является правительственным учреждением в рамках Кабинета Азербайджана, отвечающих за регулирование деятельности в морском секторе Азербайджана. Агентство возглавляет Гудрат Гурбанов.

## История
Основа структуры была положена Гейдаром Алиевым 21 апреля 2001 года. Государственная морская администрация была учреждена указом Президента № 697 от 21 апреля 2006 года. Она является членом Международной морской организации и регулярно участвует в конференциях, посвященных безопасности на море. Агентство также налаживает сотрудничество с другими странами в плане морских границ.
Согласно указу Президента Азербайджанской Республики от 12 января 2018 года  «О некоторых мерах по усовершенствованию управления в сфере транспорта, связи и высоких технологий в Азербайджанской Республике» Администрация стала частью Министерства транспорта, связи и высоких технологий Азербайджанской Республики как Государственное морское агентство при Министерстве. Агентство осуществляет государственную политику в области морского транспорта на территории Азербайджанской Республики. Государственное морское агентство содействует с Международной Морской Организацией. 

## Структура
Агентство возглавляется начальником. Основные функции агентства включают управление безопасности морского судоходства; обслуживание водных путей и каналов Азербайджанской Республики; управление движением судов; расследования несчастных случаев в море, разработка законодательства, связанного с морским сектором и непосредственный контроль за их выполнением; защита морской среды, контроль за навигационными средствами и системами, обеспечение поиска и спасания на море, регистрация судов; морское обучение персонала; контроль обеспечения безопасности на море; реализация гидрографической службы; съемка и сертификация морских портовых сооружений.
Агентство состоит из отдела кадров, отдела международных отношений и юридического отдела, отдела экипажного обслуживания, отдела дипломирования и сертификации, паспортного стола, морской инспекции, отдела технического обслуживания и общего отдела.

## Деятельность
- Воплощение в жизнь портового контроля на территории Азербайджанской Республики и флагового контроля в отношении судов, плавающих под флагом Азербайджанской Республики.
- Наблюдение с помощью спутников и радаров положения судов, плавающих в водах Азербайджанской Республики. [2]
- Обеспечение безопасности судов, плавающих в территориальных водах Азербайджанской Республики.
- Отправка судам навигационных предупреждений и информации о гидрометеорологической ситуации.
- Контроль за соблюдением "Правил плавания в территориальных водах Азербайджанской Республики".
- Обмен информацией с судоходными компаниями и международными организациями. [3]

## Международные отношения
В 2011 году было подписано соглашение о морском транспорте, сторонами которого являются правительства Азербайджана и Греции. Соглашение было подписано с целью развития торговли 5 апреля 2011 года. Также было подписано соглашение о сотрудничестве в сфере торгового судоходства с правительством Казахстана 20 октября 2011 года в городе Алматы. В кабинет министров были представлены окончательные варианты соглашений о сотрудничестве между Российской Федерацией и Азербайджанской Республикой, также соглашения о морском транспорте между Азербайджаном и Польшей.       
Президент Азербайджана Ильхам Алиев издал указ об утверждении Меморандума о сотрудничестве с Министерством океанов и рыбоводства Кореи. Целью данного сотрудничества является обеспечение развития и укрепления связей между двумя сторонами.    
Было подписано соглашение с Турцией с целью развития отношений морского судоходства и обеспечения безопасности судов. 
8 августа 2017 года в Баку был заключен договор между правительством Азербайджанской Республики и правительством Республики Туркменистан. Договор был заключен с целью развития морской торговли и экономических связей с двумя странами. 
8 июля 2009 года был подписан меморандум о соглашении между Государственной Морской Администрацией Азербайджанской Республикой и Сирийской Палатой Судоходства с целью укрепления сотрудничества и развития морских торговых связей. 